# هنري هوزر
هنري هوزر (بالفرنسية: Henri Hauser)‏ هو جغرافي ومؤرخ وأستاذ جامعي واقتصادي فرنسي، ولد في 19 يوليو 1866 في وهران في الجزائر، وتوفي في 27 مايو 1946 في مونبلييه في فرنسا.